# 香赵庄镇
香赵庄镇，是中华人民共和国山東省德州市夏津县下辖的一个乡镇级行政单位。

## 行政区划
香赵庄镇下辖以下地区：
香赵庄社区、西张屯社区、官道李社区、南邢社区、东张屯社区、莫庄社区、打帘王社区、张孙庄社区、齐庄社区、王寨社区、张肖庄社区、刘王铺社区、纸房头社区、左韩庄社区、宗庄社区、仓上社区、周哈庄村、升斗张村、北邢庄村、五龙堂村、王集村、东姚寨村和于庄村。